# Џеј Ботројд
Џеј Ботројд (7. мај 1982) енглески је фудбалер.

## Каријера
Током каријере играо је за Ковентри Сити, Перуђа, Вулверхемптон вондерерси, Кардиф Сити, Квинс Парк рејнџерси и многе друге клубове.

## Репрезентација
За репрезентацију Енглеске дебитовао је 2010. године.

## Статистика
| Енглеска | Енглеска | Енглеска |
| Год.     | Ута.     | Гол.     |
| -------- | -------- | -------- |
| 2010     | 1        | 0        |
| Укупно   | 1        | 0        |